# Kolhellardalen
Kolhellardalen es un valle en Noruega. Se encuentra situado en el municipio de Hægebostad, en la provincia de Vest-Agder, en la zona sur del país, 260 km al suroeste de Oslo, la capital del país.
El clima es hemiboreal. La temperatura promedio es de 3 °C. El mes más caluroso es julio, con 14 °C, y febrero el más frío, con −7 °C.